# Phalcoboenus
Phalcoboenus är ett släkte i familjen falkar inom ordningen falkfåglar. Släktet omfattar fyra eller fem nu levande arter som förekommer i Sydamerika från sydvästra Colombia till Eldslandet och Falklandsöarna:
- Skrynkelstrupig karakara (P. carunculatus)
- Bergkarakara (P. megalopterus)
- Vitstrupig karakara (P. albogularis)
- Strimkarakara (P. australis)

Vissa inkluderar chimangokarakaran (Milvago chimango) i släktet efter DNA-studier.
Ytterligare en art, falklandskarakara (Phalcoboenus napieri), dog ut under holocen.